# 自然災害傳承碑

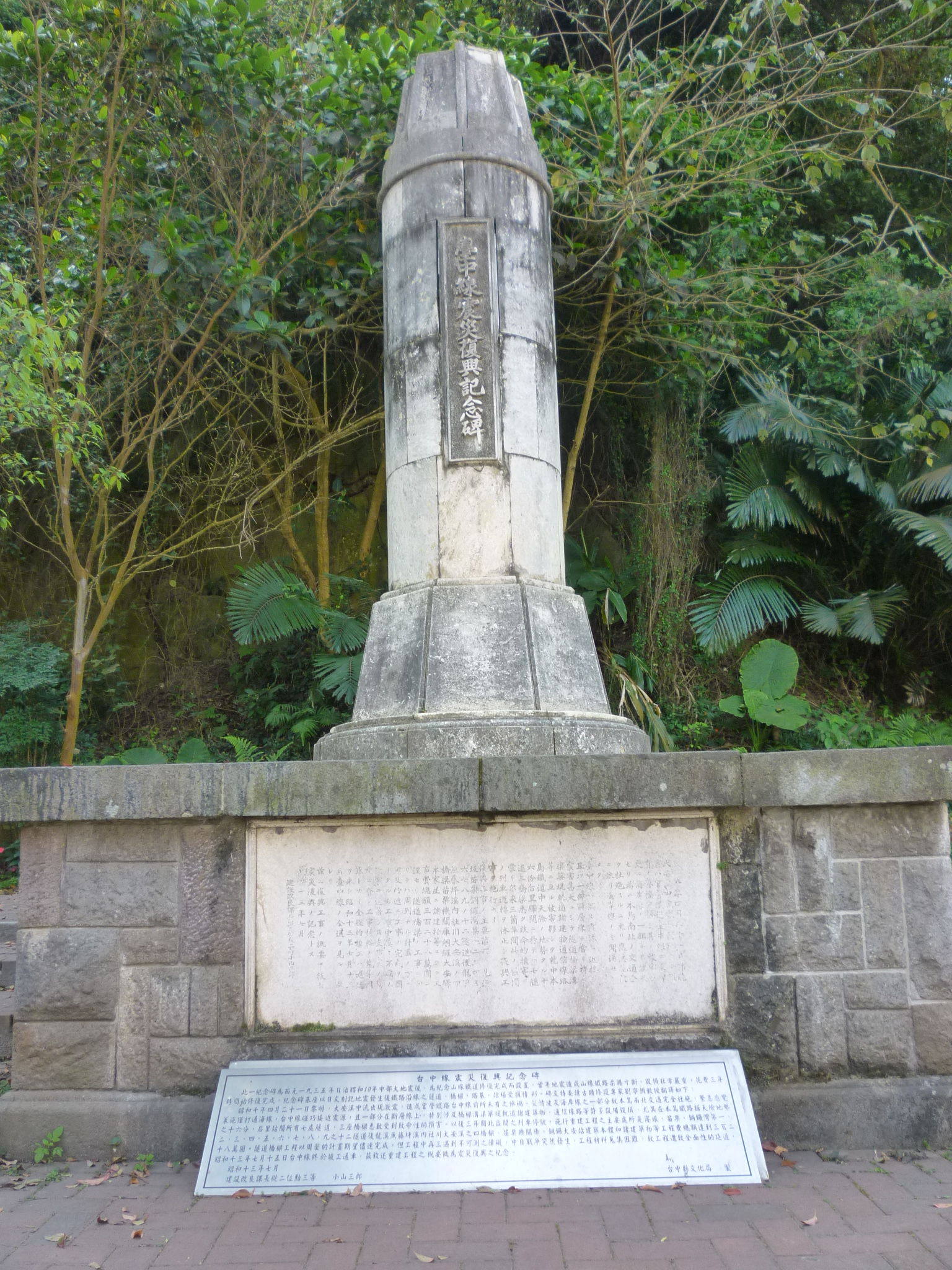
臺灣日日治時期所設立的臺中線震災復興紀念碑

自然災害傳承碑是記載了過去發生的自然災害的災害情況的紀念碑，除向讀者傳達當時的受災情況，悼念受災者，同時經常載有告誡讀者如何遠離災害的內容。 在日本全國各地有完成於不同年代的自然災害傳承碑。 在曾經被日本統治的臺灣等地，也有若干紀念碑存世。

## 外部連結
- 高知與德島地區地震海嘯紀念碑介紹網站 （页面存档备份，存于）（日語）
- 自然災害伝承碑 - 国土地理院 （页面存档备份，存于）（日語）
- 地震海嘯紀念碑 | 三重縣防災檔案 （页面存档备份，存于）（日語）